# La sortida dels obrers de la fàbrica
La sortida dels obrers de la fàbrica o La sortida dels obrers de la fàbrica Lumière a Lió (francès: La Sortie de l'usine Lumière à Lyon) es considera unànimement com la primera pel·lícula que es va rodar i que es va presentar en una sessió de pagament de la història del cinema, feta al Salon Indien del Grand Café de París. Aquest film, que es va estrenar el 28 de desembre de 1895, mostra com els obrers que treballaven a la fàbrica de plaques fotogràfiques dels germans Lumière en surten per la porta principal després de la jornada de treball.

## Argument
Els obrers que treballen a la fàbrica d'aparells fotogràfics Lumière a Lió surten per la portalada que dona al carrer Saint-Victor, després d'una jornada de feina. Són, ben bé, més de cent i, mentre ho fan, cadascun va fent la seva; saludant a càmera; conversant entre ells; prenent una bicicleta; anant a peu, tot distrets; fent una mica de broma, pendents de l'objectiu; etc. fins que, finalment, després de sortir els darrers, el porter tanca les portes.

## Importància històrica
Tot i no ser la primera vegada que hom filma la realitat en moviment, havent un bon nombre de brevíssimes filmacions experimentals fetes per inventors precedents als germans Lumière, amb suports primitius, que no varen acabar de quallar, La sortida de la fàbrica representa l'autèntic punt de sortida del que en podríem anomenar cinema tal com el coneixem, en suport cel·luloide, fotograma rere fotograma i projectat en una sala pensada per a tal fi.uaag
De tota manera, els germans Lumière en van fer tres versions, de les quals la més coneguda i important és, lògicament, la primera que es va rodar, que és la que s'acostuma a projectar a les retrospectives i a editar en les diverses col·leccions en DVD. Se sap que l'original fou rodat el 19 de març de 1895, tot just 33 dies després que els Lumière patentessin el seu cinematògraf. De les altres dues, s'ha arribat a dir que la segona és de voltants de març i la tercera de les darreries de juny del mateix any. Investigacions recents han demostrat que ambdues són del 1896, posteriors fins i tot a la famosa primera sessió del Salon indien du Grand Café. Hi ha alguns historiadors que asseguren que encara n'hi ha una quarta versió, però en no torbar-se no s'ha pogut confirmar la seva existència.

### Abans del llenguatge cinematogràfic
El fet que Louis Lumière fos, a més d'un preparat home de ciència, un fotògraf afeccionat amb una sensibilitat exquisida, ajudà que les pel·lícules que rodà amb son germà tinguin, a part de l'innegable valor històric, un nivell estètic notable: L'enquadrament escollit; la composició visual dels elements que hi apareixen a la pantalla, tenint en compte la manera com les masses mòbils es desplaçarien i la utilització de l'angle més òptim de la llum natural fan que, fora part d'altres elements subjectius nostàlgics, siguin agradables de gaudir per a l'espectador modern.
De tota manera, hi ha una característica comuna que hi destaca: Totes elles estan rodades amb un sol pla, aprofitant la duració total dels primers rotlles –aproximadament un minut– sense descomposició d'escenes, canvi d'angle o moviments de càmera. Els germans Lumière inventaren el cinema, però no el llenguatge cinematogràfic. Aquest hauria d'esperar fins a principis dels anys 10 per a veure totalment establerta la base de la seva gramàtica, creada amb les aportacions de creadors tan diversos com els nord-americans David Wark Griffith, Mack Sennett o Edwin S. Porter i els europeus Louis Feuillade, Alice Guy o Giovanni Pastrone, entre molts d'altres.

## Remakes
Sortida dels obrers de la fàbrica té dos remakes dels mateixos Lumière.
- 1r remake: El pla general és més tancat. Això augmenta la mida de les persones, fent que sembli que estiguin més a prop, i fa que l'ombra de l'arbre no es vegi tant. Els obrers i les obreres van més mudats que el primer cop. La sortida dels obrers continua sent pels laterals. Es repeteixen els mateixos elements: passa un gos, surt un carro tirat per cavalls, apareix alguna bicicleta...[1]

- 2n remake: El pla general continua tancat però no tant com en el 1r remake. És pitjor. Es torna a veure millor l'ombra de l'arbre, que indica que és primavera. L'inici i el final estan més definits: comença quan s'obren les portes i acaba quan es tanca la fàbrica. En els dos casos anteriors l'acció queda més tallada. Es tornen a repetir els mateixos elements: el gos, la bicicleta... però en aquest cas ja no hi ha carro.[1]

## Anàlisi
La pel·lícula no dura més de 30 segons i consisteix en un únic pla general i fix de la porta de sortida de la fàbrica. La imatge sembla una escena de teatre:
- El punt de vista és frontal i pla.
- Els obrers surten pels laterals
- L'acció no és espontània sinó que està preparada (els obrers van mudats, no miren a càmera, surten ordenadament...)

No hi ha una història amb plantejament-nus-desenllaç. L'inici del film és quan comencen a sortir els obrers i les obreres i el final és quan ja gairebé han sortit tots. En aquest film, el cinema reordena la realitat per donar-li un sentit. No pretén reflectir les coses com són, sinó que hi ha una posada en escena. Fins i tot s'ha calculat l'hora del dia més adient per enregistrar les imatges, l'hora en què el sol il·lumina la porta de la fàbrica, per aprofitar la llum natural (podem saber que és hivern perquè es veu l'ombra d'un arbre sense fulles).